# Grand Prix Německa 1963
Grand Prix Německa 1963 (oficiálně XXV Grosser Preis von Deutschland) se jela na okruhu Nürburgring v Nürburgu v Německu dne 4. srpna 1963. Závod byl šestým v pořadí v sezóně 1963 šampionátu Formule 1.

## Závod
| Poř.   | No. | Jezdec                  | Konstruktér    | Počet kol | Čas/Odstoupení            | Pořadí na startu | Body |
| ------ | --- | ----------------------- | -------------- | --------- | ------------------------- | ---------------- | ---- |
| 1      | 7   | John Surtees            | Ferrari        | 15        | 2:13:06.8                 | 2                | 9    |
| 2      | 3   | Jim Clark               | Lotus-Climax   | 15        | + 1:17.5                  | 1                | 6    |
| 3      | 2   | Richie Ginther          | BRM            | 15        | + 2:44.9                  | 6                | 4    |
| 4      | 26  | Gerhard Mitter          | Porsche        | 15        | + 8:11.5                  | 15               | 3    |
| 5      | 20  | Jim Hall                | Lotus-BRM      | 14        | + 1 kolo                  | 16               | 2    |
| 6      | 16  | Jo Bonnier              | Cooper-Climax  | 14        | + 1 kolo                  | 12               | 1    |
| 7      | 9   | Jack Brabham            | Brabham-Climax | 14        | + 1 kolo                  | 8                |      |
| 8      | 4   | Trevor Taylor           | Lotus-Climax   | 14        | + 1 kolo                  | 18               |      |
| 9      | 18  | Jo Siffert              | Lotus-BRM      | 10        | Diferenciál               | 9                |      |
| 10     | 28  | Bernard Collomb         | Lotus-Climax   | 10        | + 5 kol                   | 21               |      |
| Ret    | 17  | Carel Godin de Beaufort | Porsche        | 9         | Kolo                      | 17               |      |
| Ret    | 6   | Tony Maggs              | Cooper-Climax  | 7         | Motor                     | 10               |      |
| Ret    | 10  | Dan Gurney              | Brabham-Climax | 6         | Převodovka                | 13               |      |
| Ret    | 22  | Mario de Araujo Cabral  | Cooper-Climax  | 6         | Převodovka                | 20               |      |
| Ret    | 24  | Ian Burgess             | Scirocco-BRM   | 5         | Řízení                    | 19               |      |
| Ret    | 23  | Tony Settember          | Scirocco-BRM   | 5         | Nehoda                    | 22               |      |
| Ret    | 5   | Bruce McLaren           | Cooper-Climax  | 3         | Nehoda                    | 5                |      |
| Ret    | 1   | Graham Hill             | BRM            | 2         | Převodovka                | 4                |      |
| Ret    | 21  | Chris Amon              | Lola-Climax    | 1         | Nehoda                    | 14               |      |
| Ret    | 8   | Willy Mairesse          | Ferrari        | 1         | Nehoda                    | 7                |      |
| Ret    | 14  | Innes Ireland           | Lotus-BRM      | 1         | Nehoda                    | 11               |      |
| Ret    | 15  | Lorenzo Bandini         | BRM            | 0         | Nehoda                    | 3                |      |
| DNQ    | 29  | André Pilette           | Lotus-Climax   |           |                           |                  |      |
| DNQ    | 25  | Ian Raby                | Gilby-BRM      |           |                           |                  |      |
| DNQ    | 30  | Tim Parnell             | Lotus-Climax   |           |                           |                  |      |
| DNQ    | 27  | Kurt Kuhnke             | Lotus-Borgward |           |                           |                  |      |
| WD     | 11  | Phil Hill               | ATS            |           | Vůz poškozen při přepravě |                  |      |
| WD     | 12  | Giancarlo Baghetti      | ATS            |           | Vůz poškozen při přepravě |                  |      |
| WD     | 19  | Masten Gregory          | Lotus-BRM      |           | Vůz nebyl připraven       |                  |      |
| Zdroj: |     |                         |                |           |                           |                  |      |

## Průběžné pořadí po závodě
Pohár jezdců
|        | Pořadí | Jezdec         | Body |
| ------ | ------ | -------------- | ---- |
|        | 1      | Jim Clark      | 42   |
| 2      | 2      | John Surtees   | 22   |
| 1      | 3      | Richie Ginther | 18   |
| 1      | 4      | Graham Hill    | 13   |
|        | 5      | Dan Gurney     | 12   |
| Zdroj: |        |                |      |

Pohár konstruktérů
|        | Pořadí | Konstruktér    | Body |
| ------ | ------ | -------------- | ---- |
|        | 1      | Lotus-Climax   | 43   |
| 3      | 2      | Ferrari        | 22   |
| 1      | 3      | BRM            | 22   |
| 1      | 4      | Cooper-Climax  | 17   |
| 1      | 5      | Brabham-Climax | 13   |
| Zdroj: |        |                |      |